# Copa BBVA Colsanitas 2010
La Copa BBVA Colsanitas 2010 è stato un torneo femminile di tennis giocato sulla terra rossa. 
È stata la 13ª edizione della Copa Colsanitas, che fa parte della categoria International nell'ambito del WTA Tour 2010.Si è giocato al Club Campestre El Rancho di Bogotà in Colombia, dal 15 al 21 febbraio 2010.

## Partecipanti

### Teste di serie
| Giocatrice | Nazionalità            | Ranking* | Testa di serie |
| ---------- | ---------------------- | -------- | -------------- |
| Argentina  | Gisela Dulko           | 35       | 1              |
| Spagna     | Carla Suárez Navarro   | 42       | 2              |
| Italia     | Sara Errani            | 45       | 3              |
| Slovenia   | Polona Hercog          | 63       | 4              |
| Germania   | Angelique Kerber       | 85       | 5              |
| Rep. Ceca  | Sandra Záhlavová       | 86       | 6              |
| Rep. Ceca  | Klára Zakopalová       | 90       | 7              |
| Spagna     | Arantxa Parra Santonja | 93       | 8              |

- Ranking all'8 febbraio 2010.

### Altre partecipanti
Giocatrici che hanno ricevuto una Wild card:
- Bianca Botto
- Catalina Castaño
- Paula Zabala

Giocatrici passate dalle qualificazioni:
- Kristina Antoniychuk
- Gréta Arn
- Corinna Dentoni
- Laura Pous Tió

## Campionesse

### Singolare
Mariana Duque Mariño ha battuto in finale  Angelique Kerber con il punteggio di 6–4, 6–3

### Doppio
Gisela Dulko /  Edina Gallovits hanno battuto in finale  Ol'ga Savčuk /  Nastas'sja Jakimava con il punteggio di 6–2, 7–6(6)'